# Tena Lukas
Tena Lukas (* 10. Mai 1995) ist eine kroatische Tennisspielerin.

## Karriere
Lukas, die mit fünf Jahren das Tennisspielen begann, bevorzugt dafür laut ITF-Profil den Sandplatz. Sie bestreitet vor allem Turniere auf dem ITF Women’s Circuit, bei denen sie bislang 13 Einzel- und sechs Doppeltitel gewonnen hat.
Ihr bislang größter Erfolg war der Gewinn des $25.000-Turniers von Aschaffenburg, die Schönbusch Open 2015; sie besiegte dort im Finale die Französin Fiona Ferro mit 7:5 und 6:4.
Ihr erstes Match auf der WTA Tour bestritt sie 2013 bei den BGL BNP Paribas Luxembourg Open, wo sie in der ersten Runde der Qualifikation Despina Papamichail mit 1:6 und 1:6 unterlag. Zwei Jahre später konnte sie dort ihr Auftaktmatch der Qualifikation gegen Shelby Rogers gewinnen, ehe sie in der zweiten Qualifikationsrunde gegen Richèl Hogenkamp knapp mit 0:6, 6:4 und 3:6 ausschied.
Ihre bislang besten Weltranglistenplatzierung erreichte sie im Einzel im Oktober 2018 mit Rang 241 und im Doppel im August 2018 mit Rang 309.
In der 2. Tennis-Bundesliga trat sie 2015 für den TC Weiß-Blau Würzburg an.

## Turniersiege

### Einzel
| Nr. | Datum              | Turnier       | Kategorie   | Belag | Finalgegnerin                | Ergebnis       |
| --- | ------------------ | ------------- | ----------- | ----- | ---------------------------- | -------------- |
| 1.  | 27. September 2014 | Bol           | ITF $10.000 | Sand  | Petra Rohanová               | 6:0, 6:1       |
| 2.  | 9. Mai 2015        | Bol           | ITF $10.000 | Sand  | Tamara Zidanšek              | 6:2, 6:3       |
| 3.  | 30. Mai 2015       | Bol           | ITF $10.000 | Sand  | Nina Alibalić                | 6:4, 4:6, 6:3  |
| 4.  | 19. Juli 2015      | Aschaffenburg | ITF $25.000 | Sand  | Fiona Ferro                  | 7:5, 6:4       |
| 5.  | 10. Dezember 2017  | Antalya       | ITF $15.000 | Sand  | Paula Ormaechea              | 6:4, 6:75, 6:1 |
| 6.  | 1. September 2019  | Wien          | ITF W25     | Sand  | Miriam Bulgaru               | 5:7, 6:4, 6:3  |
| 7.  | 22. September 2019 | Podgorica     | ITF W25     | Sand  | Marina Anatoljewna Melnikowa | 6:4, 7:5       |
| 8.  | 6. Oktober 2019    | Pula          | ITF W25     | Sand  | Teliana Pereira              | 6:4, 6:3       |
| 9.  | 22. Mai 2022       | Rom           | ITF W60     | Sand  | Bárbara Gatica               | 6:1, 6:4       |
| 10. | 22. Juli 2023      | Darmstadt     | ITF W25     | Sand  | Lola Radivojević             | 6:3, 6:4       |
| 11. | 10. September 2023 | Wien          | ITF W60     | Sand  | Miriam Bulgaru               | 7:5, 6:1       |
| 12. | 11. Februar 2024   | Antalya       | ITF W35     | Sand  | Polona Hercog                | 2:6, 6:3, 6:1  |
| 13. | 8. September 2024  | Wien          | ITF W75     | Sand  | Lija Karatantschewa          | 6:4, 6:1       |

### Doppel
| Nr. | Datum              | Turnier  | Kategorie      | Belag           | Partnerin           | Finalgegnerinnen                             | Ergebnis         |
| --- | ------------------ | -------- | -------------- | --------------- | ------------------- | -------------------------------------------- | ---------------- |
| 1.  | 26. September 2014 | Bol      | ITF $10.000    | Sand            | Martina Bašić       | Ana Oparenović Magdalena Stoilkovska         | 6:1, 6:2         |
| 2.  | 8. Mai 2015        | Bol      | ITF $10.000    | Sand            | Lina Gjorcheska     | Alexandra Perper Anastasia Vdovenco          | 6:0, 6:3         |
| 3.  | 29. Mai 2015       | Bol      | ITF $10.000    | Sand            | Iva Primorac        | Maria Fernanda Alves Ailen Crespo Azconzábal | 4:6, 6:1, [10:7] |
| 4.  | 9. Oktober 2016    | Bol      | ITF $10.000    | Sand            | Iva Primorac        | Nina Potoćnik Rebeka Stolmár                 | 6:3, 6:4         |
| 5.  | 18. November 2017  | Zawada   | ITF $25.000    | Teppich (Halle) | Kateřina Vaňková    | Weronika Jasmina Forys Nika Schytkouskaja    | 6:3, 6:4         |
| 6.  | 4. Juni 2022       | Makarska | WTA Challenger | Sand            | Dalila Jakupović    | Olga Danilović Aleksandra Krunić             | 5:7, 6:2, [10:5] |
| 7.  | 16. März 2024      | Alaminos | ITF W35        | Sand            | Kristina Mladenovic | Francesca Curmi Cristina Dinu                | 6:4, 7:5         |